# François de Chabrier-Peloubet
François-Michel-Armand de Chabrier-Peloubet (1789 - 1871), est un homme politique français.

## Biographie
Directeur général des archives du Royaume, puis de l'Empire de 1848 à 1857, il est nommé sénateur du Second Empire le 5 octobre 1864.

## Sources
- « François de Chabrier-Peloubet », dans Adolphe Robert et Gaston Cougny, Dictionnaire des parlementaires français, Edgar Bourloton, 1889-1891 [détail de l’édition]